# وكالة الانباء الأوكرانية الوطنية
وكالة الانباء الأوكرانية الوطنية (بالأوكرانية: Українське національне інформаційне агентство) هي وكالة المعلومات والأخبار الحكومية في أوكرانيا، مملوكة للدولة، تأسست في عام (1918) كمكتب للصحافة الأوكرانية (BUP)

## تطور الوكالة
تأسست وكالة الدولة كمكتب للصحافة الأوكرانية (BUP) في عام 1918 ، لكنها مرت منذ ذلك الحين بسلسلة من عمليات إعادة التنظيم. خلال الفترة السوفيتية، كانت تابعة لوكالة تلغراف في الاتحاد السوفيتي (تاس).
- 1918 - مكتب الصحافة الأوكرانية
- 1920 - المكتب الأوكراني بالكامل التابع لوكالة التلغراف الروسية (UkROSTA)
- 1921 - وكالة تلغراف الراديو في أوكرانيا (RATAU)
- 1990 - الوكالة الوطنية الأوكرانية للمعلومات (UKRINFORM)
- 1996 - وكالة المعلومات الرسمية لأوكرانيا (DINAU)
- 2000 - الوكالة الوطنية الأوكرانية للمعلومات (UKRINFORM)
- 2015 - أصبحت Ukrinform جزءًا من منصة البث المتعدد الوسائط في أوكرانيا (UA | TV) [3][4]
- 2018 - وقعت Ukrinform اتفاقية تعاون مع وكالة الأنباء المقدونية-أثينا (ANA) التي تنص على تبادل الأخبار[5]